# Municipio de McKinley (Dakota del Norte)
El municipio de McKinley (en inglés: McKinley Township) es un municipio ubicado en el condado de Ward en el estado estadounidense de Dakota del Norte. En el año 2010 tenía una población de 140 habitantes y una densidad poblacional de 1,48 personas por km².

## Geografía
El municipio de McKinley se encuentra ubicado en las coordenadas 48°19′53″N 101°11′59″O / 48.33139, -101.19972. Según la Oficina del Censo de los Estados Unidos, el municipio tiene una superficie total de 94.6 km², de la cual 94,48 km² corresponden a tierra firme y (0,13 %) 0,12 km² es agua.

## Demografía
Según el censo de 2010, había 140 personas residiendo en el municipio de McKinley. La densidad de población era de 1,48 hab./km². De los 140 habitantes, el municipio de McKinley estaba compuesto por el 99,29 % blancos, el 0,71 % eran afroamericanos. Del total de la población el 0 % eran hispanos o latinos de cualquier raza.